# Carlos Pavón
Carlos Alberto Pavón Plummer (* 9. Oktober 1973 in El Progreso, Honduras) ist ein ehemaliger honduranischer Fußballspieler auf der Position eines Stürmers. Er zählt zu den besten Fußballspielern seines Heimatlandes und ist zudem mit aktuell (17. Juni 2010) 57 Treffern Rekordtorschütze der honduranischen Nationalmannschaft.
Zuletzt spielte er bei seinem Stammverein Real España in der Liga Nacional de Fútbol de Honduras, der höchsten Spielklasse von Honduras.

## Karriere als Fußballspieler

### Anfänge bei Real España
Carlos Pavón wurde im honduranischen Departamento Yoro als Sohn von Blanca Nieves Pavón Macedo und des ehemaligen costa-ricanischen Fußballspielers Allard Plummer, der unter anderem im Geburtsjahr seines Sohnes Torschützenkönig der höchsten honduranischen Liga wurde, geboren. Da Plummer kurz nach der Geburt seines Sohnes in die Vereinigten Staaten auswanderte, musste ihn seine Mutter alleine großziehen. Im Alter von 15 Jahren kam Pavón in die honduranische Hauptstadt Tegucigalpa zu CD Olimpia, wo er unter dem damaligen Trainer Chelato Uclès ein knapp zweiwöchiges Probetraining absolvierte, aber schlussendlich nicht in die Mannschaft aufgenommen wurde. Zuvor spielte er bereits in einer Fußballmannschaft in der Gemeinde La Lima im Departamento Cortés.
„Niedergeschlagen und ohne Geld, aber noch voller Hoffnungen und Träume“ saß Pavón eines Tages an einer Straße und sah vorbeifahrenden Autos zu, als er von jemandem, der einen Verein für ihn wusste, angesprochen wurde. So kam es, dass er bald darauf im Nachwuchs von Real España in der zweitgrößten Stadt des Landes, in San Pedro Sula, seine eigentliche Karriere als Fußballspieler begann. Nachdem er dort verschiedene Jugendspielklassen durchlief, kam er zu seinen ersten Auftritten in der Reservemannschaft des Vereins und kam von dieser im Jahre 1992 in die erste Mannschaft mit Spielbetrieb in Honduras höchster Spielklasse. Nach zahlreichen Einsätzen und einer Vielzahl an Toren wechselte der engagierte Stürmer 1994 nach Mexiko, wo er einen Einjahresvertrag bei Deportivo Toluca unterzeichnete.

### Erster Wechsel nach Mexiko
Nachdem er 1991/92 mit seinem Team noch Vizemeister der höchsten honduranischen Fußballliga wurde, gewann er mit der Mannschaft in der Spielzeit 1993/94 doch noch den Meistertitel, war aber nach dem Wechsel nach Mexiko mit seiner dortigen Mannschaft nicht mehr so erfolgreich. Nach 15 Meisterschaftseinsätzen und sieben Toren sowie Auftritten in der Copa México der Saison 1994/95 folgte für den spritzigen und schnellen Honduraner ein weiterer Wechsel innerhalb Mexikos. Diesmal zog es ihn für die Spielzeit 1995/96 in die Primera División 'A', die damalige zweithöchste mexikanische Fußballspielklasse, die unter diesem System bis zur Saison 2009/10 bestand und dann von der Liga de Ascenso abgelöst wurde. Beim Club San Luis kam Pavón in Mexikos Zweitklassigkeit fünf Mal zum Torerfolg und transferierte noch in der laufenden Saison zu einem anderen Klub.

### Wechsel nach Europa und Rückkehr nach Mexiko

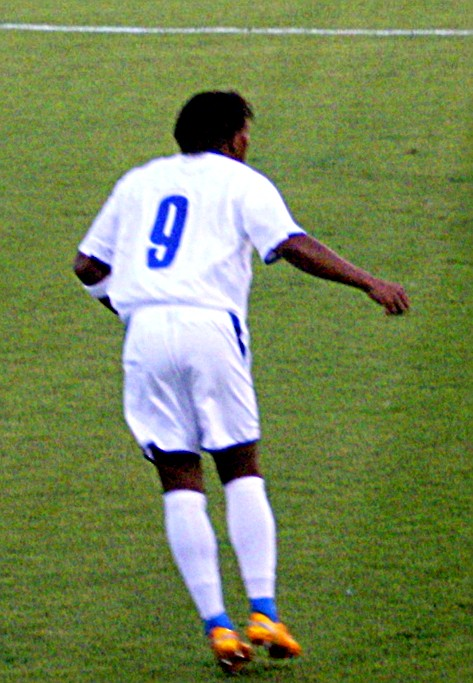
Carlos Pavón mit der Rücknummer 9

Diesmal ging es nach Europa, wo er in der spanischen Primera División von Real Valladolid unter Vertrag genommen wurde und zusammen mit seinem Landsmann und Nationalmannschaftskollegen Amado Guevara zum Einsatz kam. In der Offensivreihe von Valladolid kam er neben Topscorern wie dem Kroaten Alen Peternac und dem spanischen offensiven Mittelfeldakteur José María Quevedo, welcher in dieser Zeit auch des Öfteren als Stürmer eingesetzt wurde, nur in neun Ligaspielen zum Einsatz und verließ daraufhin den Verein wieder in Richtung Mexiko.
Bei UAT Correcaminos aus Ciudad Victoria, der Hauptstadt des mexikanischen Bundesstaates Tamaulipas, absolvierte er in seiner ersten Spielzeit nur wenige Spiele, in denen er zwei Torerfolge verbuchte. Die Folgespielzeit der in der zweithöchsten mexikanischen Fußballliga spielenden Profifußballabteilung der Universidad Autónoma de Tamaulipas zeigte der Honduraner von seiner Torgefährlichkeit und erzielte dabei gleich zwölf Treffer und war neben den weiteren Offensivakteuren des Teams in dieser Spielzeit, wie z. B. dem ehemaligen Erstligaspieler Ricardo Chávez, dem altgedienten Argentinier Luis Scatolaro oder dem ehemaligen Internationalen Francisco Javier Cruz, einer der besten Torschützen des Teams. Nach zwölf Toren in der Liga wurde Pavón mit der Mannschaft Vizemeister der Primera División 'A' und war dabei einer der Hauptträger dieses Erfolgs. Nach einem Tor im Viertelfinale im Kampf um den Meistertitel erzielte der Honduraner beim 6:2-Heimerfolg über die UANL Tigres im Semifinalrückspiel zwei Treffer.
Durch die gute Spielweise und die Torgefährlichkeit in Mexikos zweiter Spielklasse wurden einige Vereine aus der höchsten Liga des Landes auf das aufstrebende Offensivtalent aus Mittelamerika aufmerksam. Mit 23 Jahren folgte für Pavón schließlich eine Rückkehr in die mexikanische Primera División, wo er bei Necaxa einen Einjahresvertrag unterzeichnete und in der Invierno 1997 gleich sieben Tore bei 16 absolvierten Ligaspielen erzielte. Im Folgeabschnitt der Verano 1998 ließ die Torgefährlichkeit des 1,78 m großen Stürmers spürbar nach, wobei er in den neun absolvierten Meisterschaftspartien torlos blieb, jedoch mit der Mannschaft am Ende der Spielzeit Verano-Vizemeister wurde. Im Finalhinspiel gegen Deportivo Toluca gewann Pavóns Team zwar knapp mit 2:1, musste aber im Rückspiel eine 2:5-Auswärtsniederlage einstecken. Nach einer mehr oder weniger erfolgreichen Zeit in Aguascalientes transferierte der Stürmer ligaintern zum Celaya Fútbol Club, wo er im Laufe seiner dortigen Zeit zu einem starken Torjäger avancierte.
Noch in seiner ersten Spielzeit kam er in 16 Meisterschaftsauftritten 13 Mal zum Torerfolg und war damit einer der erfolgreichsten Torschützen der Liga. Ebendiese Leistung wiederholte er in der Folgesaison Verano 1999, in der er in 15 Ligaspielen 13 Tore schoss und damit mit großem Abstand der mannschaftsinterne Torschützenkönig war. Innerhalb der Liga erzielten in dieser Zeit auch nur drei Spieler mehr Tore als Pavón. In der darauffolgenden Spielzeit nahm die Torquote des damals 25- bzw. 26-Jährigen etwas ab, wobei er bei 14 Auftritten in Mexikos höchster Fußballliga „nur“ fünf Mal traf. Obgleich dem Ausbleiben der vielen Tore, wie in den vorhergegangenen Saisons, half Pavón der Mannschaft des Öfteren den Klassenerhalt zu schaffen und war somit eine wichtige Stütze im Team aus der zentralmexikanischen Großstadt Celaya. Nach zwölf Spielen und drei Toren in der Verano 2000 folgte nach über zwei Jahren Vereinsangehörigkeit und 34 Toren in insgesamt 57 Ligaspielen der Abgang des honduranischen Toptorjägers. In seinem Heimatlandes wurde er für seine guten Leistungen zum Fußballer des Jahres 2000 gewählt.
Diesmal lockte ihn erneut ein Verein aus Mexikos höchster Profifußballliga. Bei Monarcas Morelia nahm der Honduraner einen Einjahresvertrag an und war neben seinem Sturm-Partner, dem brasilianisch-mexikanischen Angreifer Alex Fernándes, einer der besten Stürmer in der Mannschaft, das gerade zu dieser Zeit unter der Leitung des bekannten mexikanischen Trainers Luis Fernando Tena spielte. Vor allem der guten Offensivleistung der beiden Stürmer, aber auch dem Rest der Mannschaft war es zu verdanken, dass sich das Team am Ende der Spielzeit nach einem 3:1-Heimsieg im Finalhinspiel gegen Deportivo Toluca und einem Sieg im Elfmeterschießen im Rückspiel (Toluca führte nach regulärer Spieldauer mit 2:0) den Meistertitel der Invierno 2000 sicherte. Pavón, der aufgrund einer schweren Verletzung ausschied, konnte dabei allerdings nicht an den Playoffs zum Saisonende hin teilnehmen. Weitere 13 Ligaeinsätze und drei Tore folgten in der Verano 2001, ehe Pavón ein lukratives Angebot aus Italien erhielt.

### Lukrativer Vertrag bei Udinese Calcio
Der italienische Serie-A-Verein Udinese Calcio hatte seine Scouts auf den mittlerweile 27-Jährigen angesetzt, die ihn schlussendlich auch nach Italien vermittelten, wo er beim Verein aus Udine einen lukrativen Vertrag unterzeichnete. Mit den Italienern spielte er lange um den Klassenerhalt und gewann bei sieben absolvierten Ligapartien und einem Treffer am Ende den Kampf und schaffte mit der Mannschaft mit einem Punkt Abstand auf Rang 14 gerade noch den Klassenerhalt in Italiens höchster Fußballliga. Nach einem nur kurzen Gastspiel im Nordosten Italiens transferierte der Honduraner noch in der gleichen Saison zum italienischen Zweitligisten SSC Neapel. Doch auch hier konnte der Lateinamerikaner mit der völlig anderen Spielweise der Europäer und speziell der Italiener nur wenig anfangen und blieb in seinen zwölf Auftritten weitgehend farblos wie auch torlos. Ein einziges Spiel absolvierte Pavón in der Saison 2002/03, danach kehrte er dem italienischen Fußball den Rücken und wechselte nur kurz darauf von einer schweren Verletzung geplagt zurück in sein Heimatland zu seinen fußballerischen Wurzeln, zu Real España.

### Als Globetrotter durch den internationalen Fußball
Bei seinem Heimatverein fand er wieder zu seiner alten Torgefährlichkeit zurück und erzielte insgesamt sieben Ligatreffer, bevor er vor der Clausura 2004 ein weiteres Mal den Weg nach Mexiko antrat, wo er zum wiederholten Male von Monarcas Morelia aufgenommen wurde. Bei den Mexikanern stand er in 16 Meisterschaftspartien auf dem Platz und kam dabei auf eine Torbilanz von sechs Treffern. Nach dem nur kurzen Gastspiel folgte für Pavón ein Wechsel nach Kolumbien, wo er vom Erstligisten Deportivo Cali unter Vertrag genommen wurde und für das Team bis zur Beendigung der Saison zwei Ligatore erzielte. Da er sich im gutbesetzten Team an der Seite von Tressor Moreno, Roberto Palacios, Álvaro Domínguez oder Erwin Carrillo nicht durchsetzen konnte, verließ er mit Saisonende wieder den Verein. Auch in der Mannschaft war zu dieser Zeit der aufstrebende spätere Toptorjäger Fredy Montero, der einige Jahre darauf in die USA wechselte und in der Major League Soccer agierte.
Zur mexikanischen Clausura 2005 wechselte Pavón auf Empfehlung des argentinischen Fußballtrainers Rubén Omar Romano, unter dem er auch schon bei Morelio spielte, zum mexikanischen Klub CD Cruz Azul mit Sitz im Süden der mexikanischen Hauptstadt Mexiko-Stadt. Nachdem der Vertrag des Honduraner nach einer einzigen Saison, in der er in 13 Meisterschaftspartien drei Treffer erzielte, nicht verlängert wurde und neben ihm in der Offensivabteilung neben César Delgado, Francisco Fonseca oder Miguel Zepeda auch einige andere gute und talentierte Angriffsspieler bzw. Torjäger waren, verließ er den Klub in Richtung Guatemala. Beim CSD Comunicaciones mit Spielbetrieb in der Liga Nacional de Guatemala, der höchsten Spielklasse des Landes, war er einer der Hauptverantwortlichen für die gute Platzierung in der Endtabelle der Apertura 2005. In 15 Ligaspielen kam der wendige Pavón gleich zehn Mal zum Torerfolg und wurde mit der Mannschaft guatemaltekischer Vizemeister, nachdem man im Finalhinspiel gegen den starken Rekordmeister CSD Municipal noch 0:0 spielte, jedoch im Rückspiel mit 0:2 besiegt wurde.
Nach einer schlechten Clausura 2006, in der die Mannschaftsleistung nicht passte, obwohl Pavón bei seinen 16 Auftritten acht Tore schoss, war die Mannschaft am Saisonende etwas abgeschlagen im hinteren Teil der Tabelle zu finden. Als der Klub Pavóns Gehalt nicht mehr zahlen wollte, wechselte der Spieler zusammen mit seinem Freund und Teamkollegen Milton Núñez zurück in deren Heimat Honduras. Dort unterschrieben beide einen Vertrag bei Pavóns Stammverein Real España. Lediglich zu einem Einsatz kam der Pavón dabei in seiner ersten Spielzeit und absolvierte weitere 14 Spiele (mit fünf Toren) in der Folgespielzeit, der Clausura 2007. In ebendieser Saison wurde er mit der Mannschaft honduranischer Meister, was den insgesamt neunten Meistertitel in der Klubgeschichte bedeutete. Mit Saisonende verließ er ein weiteres Mal seinen Heimatverein um neue Herausforderungen zu suchen.

### Die Zeit bei LA Galaxy und erneute Heimkehr
Diesmal wagte er den Schritt in die höchste nordamerikanische Fußballliga, die Major League Soccer (MLS), wo er zusammen mit dem talentierten Stürmer Edson Buddle im Juni 2007 einen Vertrag bei Los Angeles Galaxy unterzeichnete. Bei LA Galaxy erhielt er dabei im Gegensatz zu seinen letzten Vereinen einen lukrativen Vertrag, wobei er ein Basisgehalt von 132.000 $ und garantierte Einnahmen von 141.500 $ hatte. Für Galaxy erzielte er beim legendären Spiel am 18. August 2007 im Giants Stadium gegen die New York Red Bulls, vor einer Kulisse von über 66.000 Zuschauern, der höchsten Zuschauerzahl eines Matches der Red Bulls, gleich zwei Treffer nach Vorlagen durch David Beckham. Obwohl das Spiel in einer 4:5-Niederlage Galaxys endete, ging diese Partie aufgrund der Anzahl an Zusehern und des Ergebnisses in die Geschichte der MLS ein. Obwohl es innerhalb der Liga in der Saison 2007 nicht so recht klappte, erreichte die Mannschaft den 2. Platz in der nordamerikanischen SuperLiga 2007, der allerersten Austragung dieses Bewerbs.
Im gleichen Bewerb erzielte Pavón in einem umstrittenen Spiel gegen den FC Dallas, in dem Galaxy bereits nach 18 Minuten mit 4:0 führte und am Ende durch sehr späte Tore doch noch mit 6:5 gewann, einen Treffer. Nach insgesamt 18 absolvierten Spielen und drei erzielten Toren erhielt der Honduraner zwar einige Angebote anderer MLS-Franchises, entschied sich aber dazu erneut in sein Heimatland zurückzukehren, wo er einen Dreijahresvertrag bei seinem Stammverein Real España unterschrieb. Gleichzeitig beschloss Pavón bei seinem ehemaligen Jugendverein auch seine aktive Karriere als Fußballspieler beenden zu wollen. Nach fünf Treffern in elf Meisterschaftspartien in der Clausura 2008 wurde Pavón in der Apertura 2008, in der er in sieben Spielen vier Mal zum Torerfolg kam, honduranischer Vizemeister. Ebenso gute Leistungen brachte die Mannschaft rund um den honduranischen Toptorjäger in der Folgesaison, der Clausura 2009, in der das Team zum wiederholten Male Vizemeister der Liga Nacional de Fútbol de Honduras wurde. Der Stürmer steuerte dabei zwei Tore bei drei Einsätzen bei.
Sein Aufenthalt beim Klub aus San Pedro Sula wurde lediglich von einigen Wochen bzw. Monaten unterbrochen, in denen er als Leihspieler zu Necaxa wechselte und dort in neun Partien zum Einsatz kam. Am Saisonende stieg die Mannschaft allerdings in die neugeschaffene zweitklassige Liga de Ascenso ab, konnte sich aber nach einem Jahr in Mexikos Zweitklassigkeit erneut zurück in die Primera División spielen. Zu dieser Zeit war Pavón allerdings bereits wieder bei seinem Stammverein, wo er in der Apertura 2009 in elf Meisterschaftsspielen vier Mal zum Torerfolg kam und am Ende der Spielzeit zum zweiten Mal in seiner Karriere zum honduranischen Fußballspieler des Jahres gewählt wurde.
Während der Clausura 2010, in der Pavón nochmals deutlich von seiner Torgefährlichkeit spüren ließ, kam der Stürmer negativ in die honduranischen Medien. Berichten auf der Homepage von Real España und verschiedenen Medien zufolge verletzte der Rekordtorschütze des honduranischen Fußballnationalteams die Regeln des Teams, da er oftmals respektlos mit Aussagen und seinem Handeln umging und so ein Disziplinarverfahren eingeleitet werden musste. Weiters gingen im Februar 2010 Beschwerden ein, da Pavón gegen Auflagen des Teamsponsors verstieß, da er zu ebendieser Zeit nach Kolumbien reiste und dort Werbung für eine konkurrierende Marke machte.
Sein aktueller Vertrag bei Real España läuft noch bis Dezember 2010, ob er seine Karriere darüber hinaus fortsetzen wird, ist unklar.

### In der Nationalmannschaft
Der aktuell (Stand: 16. Juni 2010) mit 57 Treffern beste honduranische Nationalspieler aller Zeiten absolvierte sein erstes Länderspiel für sein Heimatland im Jahre 1993. Dabei kam er in einem Gruppenspiel des CONCACAF Gold Cups 1993 gegen die Vereinigten Staaten in der 81. Spielminute für Nicolas Suazo auf den Rasen; das Spiel endete in einer 0:1-Niederlage durch ein Tor von Alexi Lalas. Zu seinem ersten Treffer im Trikot der Honduraner kam Pavón bei seinem erst fünften Länderspiel am 29. November 1995 in einem Gruppenspiel des UNCAF Nations Cups 1995 beim 2:0-Erfolg über Panama. Im Laufe des Turniers erzielte Pavón weitere zwei Tore und wurde mit insgesamt drei Treffern zum Torschützenkönig des Wettbewerbs gewählt. Außerdem gewann er mit der Mannschaft nach 1993 zum zweiten Mal in Folge das zentralamerikanische Turnier, das zur Qualifikation für den CONCACAF Gold Cup des jeweils darauffolgenden Jahres dient.
Nach einigen weiteren freundschaftlichen Länderspielen absolvierte der honduranische Stürmer im Jahre 1996 fünf Länderspiele in der Qualifikation zur Fußball-WM 1998, in denen er zwei Treffer erzielte. Mit der Mannschaft schied er in der Gruppenphase allerdings knapp gegen Jamaika und Mexiko aus, obwohl Honduras die meisten Tore der gesamten Gruppe erzielt hatte. Sein nächstes Turnier spielte er im Februar 1998, nachdem er im gesamten Jahr 1997 kein einziges Nationalspiel für sein Heimatland absolviert hatte. Beim CONCACAF Gold Cup 1998 in den Vereinigten Staaten erzielte er den einzigen Treffer seines Teams im Bewerb und schied mit der Mannschaft als Gruppenletzter der Gruppe B aus dem laufenden Turnier aus. Nachdem er im Jahre 1998 insgesamt nur zu drei Länderspieleinsätzen gekommen war, trat er mit dem Nationalteam am UNCAF Nations Cup 1999 in Costa Rica an. Dabei erzielte er zwei Tore in fünf Spielen, schaffte es mit der Mannschaft jedoch nur auf den dritten Rang.
Als Mannschaftskapitän nahm Pavón am CONCACAF Gold Cup 2000 teil, wo er in allen drei Spielen seiner Mannschaft je einen Treffer erzielte und im Viertelfinale gegen Peru ausschied. Kurz nach dem Gold Cup trat der Stürmer in den Jahren 2000 und 2001 mit der honduranischen Nationalmannschaft bei der Qualifikation zur Fußball-WM 2002 an und avancierte dabei zum absoluten Torjäger. Mit 15 Treffern in 17 Länderspielen belegte er hinter dem Australier Archie Thompson (16 Treffer), der allein beim Fußballländerspiel Australien – Amerikanisch-Samoa 2001 zwölf Tore erzielte, den zweiten Platz und wurde somit Vizetorschützenkönig der kompletten WM-Qualifikation. Mit der honduranischen Nationalelf schaffte es Pavón bis in die letzte Finalrunde, wo die Mannschaft allerdings als guter Viertplatzierter hinter Costa Rica (Gruppensieger), Mexiko (2.) und den USA (3.) nur knapp an einer WM-Teilnahme scheiterte.
Während der gesamten WM-Qualifikation erzielte er von den 15 Toren drei im Doppelpack sowie zwei Hattricks. Der erste Hattrick gelang ihm dabei am 2. September 2000 bei einem 5:0-Erfolg über El Salvador, den zweiten, mit dem er nicht nur im amerikanischen Raum an vermehrter Bekanntheit erlangte, erzielte er beim 3:1-Heimsieg über Mexiko am 20. Juni 2001. In die Zeit zwischen den WM-Qualifikationsspielen fielen auch drei Spiele des UNCAF Nations Cups 2001, wobei dem Honduraner beim 10:2-Sieg über Nicaragua ein Hattrick gelang. Obwohl die Mannschaft die mit Abstand meisten Tore erzielte, kam sie als Gruppendritter nicht über die erste Runde des Bewerbs hinaus. Am 2. Mai 2002 kam Pavón in einem 3:3-Remis gegen Japan im Kirin Cup, zum Einsatz und kam dabei gleich zwei Mal zum Torerfolg.
Danach folgten bis zum Februar 2004 keine weiteren A-Nationalmannschaftseinsätze mehr, ehe er bis zum Sommer 2004 in einigen Freundschaftsspielen weiter an Spielpraxis mit dem Nationalteam sammelte, bevor es für die Mannschaft in die Qualifikationsspiele zur Fußball-WM 2006 ging. Hierbei kam Pavón in insgesamt fünf Qualifikationsspielen zum Einsatz, in denen er einen Treffer beisteuerte. Von seinem bisher letzten Spiel im Oktober 2004 vergingen bis zu seinem nächsten Einsatz im April knapp zweieinhalb Jahre, doch gleich in der ersten Partie nach seiner längeren Absenz erzielte er bei einer 1:3-Niederlage gegen Haiti den einzigen Treffer seines Teams. Noch im gleichen Jahr nahm er am CONCACAF Gold Cup 2007 teil, wo er in vier Spielen fünf Treffer erzielte. Darunter fiel unter anderem auch ein 5:0-Sieg über Kuba, bei dem Pavón gleich vier Mal zum Torerfolg kam. Für Pavón, der als Kapitän in dieses Turnier ging, war es individuell gesehen ein sehr erfolgreicher Bewerb. Obwohl er mit der Mannschaft nur bis ins Viertelfinale kam und dort gegen die starkspielende Nationalmannschaft von Guadeloupe mit 1:2 ausschied, wurde er am Ende des Bewerbs mit seinen fünf Treffern zum Torschützenkönig des Turniers gewählt und hatte dabei ein Tor Vorsprung auf seinen ehemaligen Teamkollegen von LA Galaxy, Landon Donovan.
Nachdem er im Jahre 2008 wieder in keinem einzigen Länderspiel Honduras zum Einsatz kam und nur zwei Spiele für die honduranische Olympiaauswahl während des Fußballturniers der Olympischen Spiele 2008 absolvierte, sammelte er im UNCAF Nations Cup 2009 an Turniererfahrung, als er in vier Spielen seines Heimatlandes einen Treffer beisteuerte. Beim Wettbewerb, welcher in Honduras ausgetragen wurde, erreichte die Mannschaft rund um Pavón, der unter seinem Teamkollegen Amado Guevara als Vizekapitän agierte, den dritten Platz hinter dem Zweitplatzierten Costa Rica und dem Sieger Panama. Durch die guten Erfolge beim UNCAF Nations Cup holte ihn der honduranische Nationaltrainer auch in den Kader der Nationalmannschaft, der an der Qualifikation zur WM 2010 teilnahm. In der Quali war Pavón einer der Schlüsselspieler der Nationalelf seines Heimatlandes. Bei seinen neun Einsätzen erzielte er sieben Treffer und war zusammen mit dem Jamaikaner Luton Shelton hinter dem El-Salvador-Stürmer Rudis Corrales auf dem zweiten Platz der Torschützenliste der CONCACAF-Zone.
Zum honduranischen Nationalhelden wurde Pavón schließlich am 14. Oktober 2009 beim letzten Qualifikationsspiel zur Fußball-WM 2010, in dem Honduras auswärts auf El Salvador traf. Dabei erzielte der Stürmer in der 64. Spielminute den wertvollen 1:0-Treffer, der schließlich auch für den Endstand reichte. Zeitgleich spielten an diesem Abend auch die USA gegen Costa Rica, wobei Costa Rica ebenfalls noch die Chance auf eine WM-Teilnahme hatte. Kurz vor Ende des Spieles führen dabei die Costa-Ricaner durch zwei Treffer von Bryan Ruiz mit 2:1; in der 94. Spielminute werden die Honduraner schließlich erlöst, als der US-Amerikaner Jonathan Bornstein in der vierten Minute der Nachspielzeit den Ausgleich erzielte und so Honduras die Teilnahme an der WM-Endrunde 2010 ermöglichte, da diese eine bessere Tordifferenz aufwiesen.
Am 16. Juni 2010 absolvierte Pavón schließlich sein erstes WM-Spiel, als er im ersten Gruppenspiel gegen Chile von Beginn an im Einsatz war und, nachdem er keine wirklich gute Leistung zeigte, in Minute 60 durch Georgie Welcome ersetzt wurde.
Der mit seinen aktuell (Stand: 16. Juni 2010) 57 Länderspieltoren beste honduranische Nationalspieler übertraf im Laufe seiner Karriere die Toranzahl des legendären honduranischen Fußballspieler José Roberto Figueroa, der im Laufe seiner Karriere sowohl in seinem Heimatland als auch in Spanien aktiv war. In seiner gesamten Nationalmannschaftskarriere absolvierte Carlos Pavón 37 WM-Qualifikationsspiele, in denen er 25 Tore erzielte, sowie zehn CONCAF-Gold-Cup-Partien (9 Tore), 15 UNCAF-Nations-Cup-Spiele (9 Tore), sowie 37 Freundschaftsspiele (12 Tore) und ein Spiel im Kirin Cup, wobei er gleich zwei Treffer beisteuerte. Außerdem folgte mit dem 16. Juni 2010 bisher ein Einsatz in einer Weltmeisterschaft.

## Spielstil
Der vorwiegend offensiv ausgerichtete Pavón gilt als äußerst torgefährlich. Obwohl er oftmals beidfüßig agiert und so zum Torerfolg kommt, nennt er selbst seinen rechten Fuß als den stärkeren. Weiters ist Pavón obgleich seiner nicht ganz so stark ausgeprägten Körpergröße von 178 cm gut in der Luft und erzielte in seiner bisherigen Karriere bereits eine Vielzahl an Kopfballtoren. Weiters ist der Spieler vor allem aufgrund seines robusten Körperbaus auch im Zweikampf recht stark. Jedoch ist er aber weniger im defensiven Bereich anzutreffen und konzentriert sich bei all seinen Stationen vorwiegend auf die Offensive.

## Erfolge

### Individuelle Erfolge
- 2× Fußballer des Jahres in Honduras: 2000, 2009

### Mannschaftserfolge

#### Mit Real España
- 3× Meister der Liga Nacional de Fútbol de Honduras: 1993/94, 2003/04 (Apertura), 2006/07 (Clausura)
- 3× Vizemeister der Liga Nacional de Fútbol de Honduras: 1991/92, 2008 (Apertura), 2009 (Clausura)
- Bester Torschütze aller Zeiten

#### Mit UAT Correcaminos
- 1× Vizemeister der mexikanischen Primera División 'A': Verano 1997

#### Mit Necaxa
- 1× Vizemeister der mexikanischen Primera División: Verano 1998

#### Mit Monarcas Morelia
- 1× Meister der mexikanischen Primera División: Invierno 2000

#### Mit CSD Comunicaciones
- 1× Vizemeister Liga Nacional de Guatemala: Apertura 2005

#### Mit LA Galaxy
- 2. Platz: nordamerikanische SuperLiga 2007

### Nationalmannschaftserfolge
- 1× Sieger des UNCAF Nations Cup: 1995
- 1× Torschützenkönig des UNCAF Nations Cup 1995 (3 Tore)
- 1× Vizetorschützenkönig der WM-Qualifikation 2002 (15 Tore)
- 1× Torschützenkönig des CONCACAF Gold Cup 2007 (5 Tore)

## Karriere als Musiker
Parallel zu seiner aktiven Karriere als Fußballspieler versuchte sich Pavón auch in der Musikbranche und trat zusammen mit dem honduranischen Musiker El Pueblo in Musikvideos im Musikstil Reggaeton auf. Seine Musikerkarriere war jedoch nicht sehr erfolgreich, weshalb er auch nur einige Lieder produzierte und sich dann wieder vermehrt auf den Fußballsport konzentrierte.

## Trivia
Am 19. Oktober 2009 startete die Organisation International Federation of Football History & Statistics (IFFHS) eine Umfrage, in der sie den „World’s Most Popular Footballer“ suchte. Unter den Kandidaten waren 115 aktive Spieler aus 68 verschiedenen Ländern von allen sechs Fußball-Kontinenten. Am 2. Januar 2010 wurde Carlos Pavón mit 195.182 Stimmen mit dem Titel der IFFHS ausgezeichnet und hatte dabei einen ordentlichen Vorsprung auf Verfolger wie Bryan Ruiz, Cuauhtémoc Blanco oder Omar Bravo.
Im Jahre 1994 wurde ihm vom damaligen honduranischen Präsidenten Carlos Roberto Reina ein Orden verliehen.